# Río escondido (película de 1999)
 Río escondido  es una película de Argentina filmada en colores dirigida por Mercedes García Guevara sobre su propio guion que se estrenó el 9 de septiembre de 1999 y que tuvo como actores principales a Paola Krum, Juan Palomino, Pablo Cedrón y María José Gabin. Fue filmada en Buenos Aires y en la provincia de Mendoza.

## Sinopsis
Una mujer cuya vida cotidiana transcurre sin sobresaltos, madre de un hijo y propietaria de un negocio de decoración, cree descubrir una infidelidad de su esposo por una carta que llega de un pueblo mendocino.

## Reparto
- Paola Krum…Ana
- Juan Palomino…Martín
- Pablo Cedrón…Luis
- María José Gabin…Greta
- Laura Melillo…Marta
- Inés Baum…Lena
- Matías del Pozo…Tomy
- Rafael Alaniz …Hombre
- Luis Alcaíno …Hombre en la ruta
- Elías Carrasco …Lucio
- Mirta Ceballos …Rosa
- María Durruty …Sra. que limpia san auropuerto
- Guillermo Elías …Receptionista del hotel
- Edith Frydman …Sra. de la biblioteca
- Catalina García Guevara …Moza del bar
- Marcelo Lacerna …Taxista
- Luis Nina …Hombre
- Daniel Posada …Hombre 1
- Lucila Sajoux …Secretaria
- Sandra Sandrini …Mujer en el poetero elétrico
- Roly Serrano …Hombre en la biblioteca
- Marcela Solis …Chica del hogar
- Luciano Suardi …Cliente
- Diego Zavala …	Hombre
- Alfredo Zenobi …Hombre 2

## Comentarios
Javier Porta Foux en El Amante del Cine  escribió:

«Un extraño caso de defecto por carencia de metraje.»

Adolfo C. Martínez en La Nación opinó:

«Pese al arranque intersante, la historia va perdiendo en el transcurso el objetivo principal y se transforma en un drama sin rumbo que va superponiendo acciones sin explicación.»

Ricardo García Oliveri en Clarín dijo:

«La protagonista, al unísono con importantes personajes secundarios, deambula a lo largo de una hora y media entre Buenos Aires y Mendoza, y por diversas instancias existenciales, sin que se sepa muy bien para qué, de dónde viene y adónde va esa mujer, qué la preocupa y cuáles son sus ilusiones….García Guevara filma meticulosamente y obtiene algunos planos sugerentes en un contexto visual que siempre luce prolijo. Conoce su terruño mendocino y algo menos sobre psicología de los personajes. O, en todo caso, no logra traducirla con claridad. De tal modo se hace dificultoso expresar los propósitos finales cuando la primera napa del relato ya es confusa.»

## Premios y nominaciones
Asociación de Cronistas Cinematográficos de la Argentina
Premios Cóndor 2000
- Paola Krum, nominada al Premio a la Mejor Revelación Femenina
- Martín Bauer, nominado al Premio a la Mejor Música

Festival de La Habana 1999
- Mercedes García Guevara  ganadora del Premio FIPRESCI por el tratamiento profundo y expresivo de una pasión amorosa desde el punto de vista de una mujer.
- Mercedes García Guevara mención especial de la Oficina Católica Internacional de Cine

Festival Tricontinental de Nantes
- Mercedes García Guevara nominada al Premio Montgolfiere de Oro.

Festival Ourense de Cine Independiente, 2000
- Mercedes García Guevara, ganadora del Gran Premio.